# Neckarhausen (Neckarsteinach)

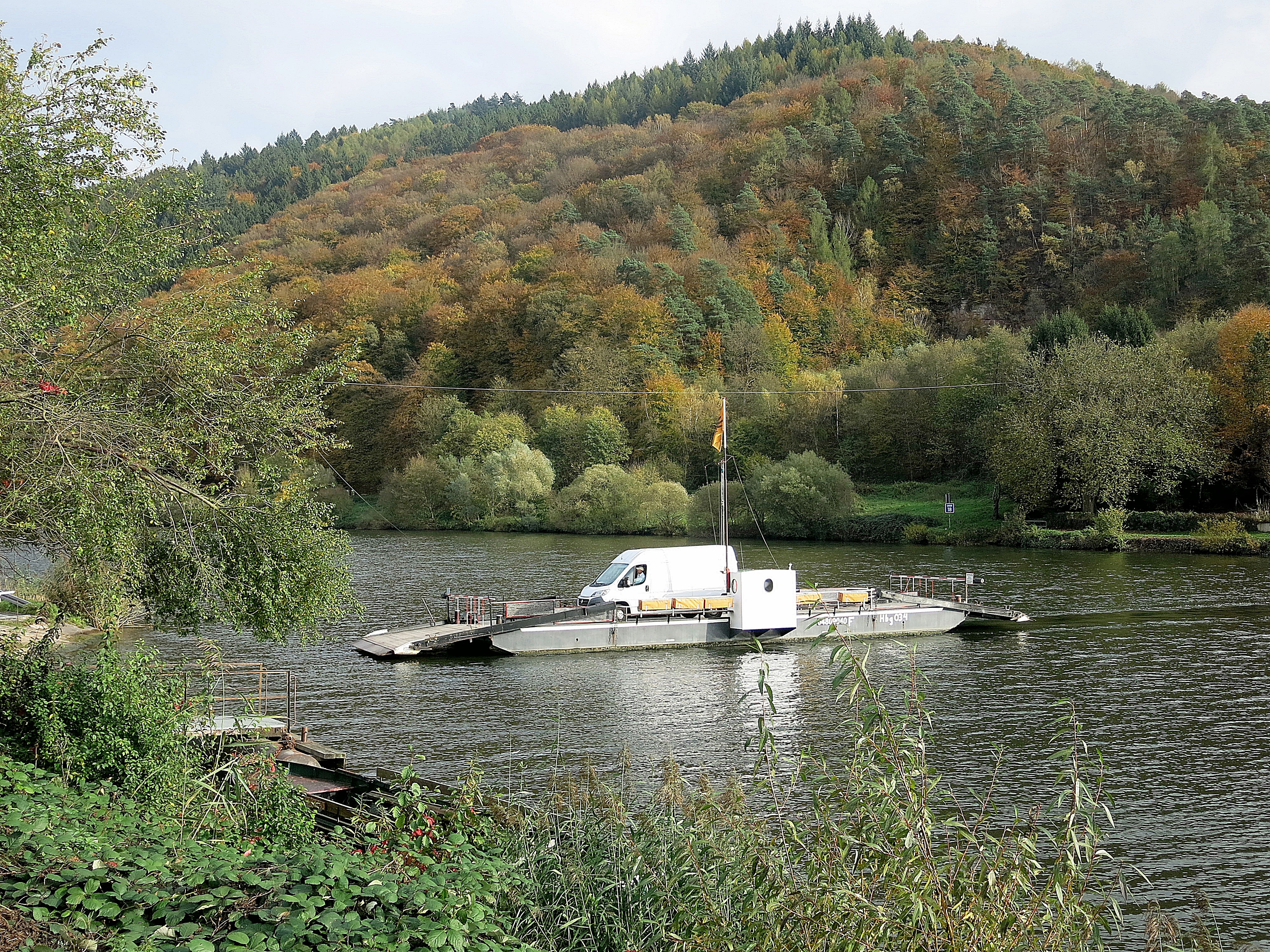
Fähre Neckarhausen über den Neckar

Neckarhausen ist ein Stadtteil von Neckarsteinach im südhessischen Landkreis Bergstraße.

## Geographische Lage
Wie die Kernstadt Neckarsteinach liegt auch Neckarhausen im Odenwald am rechten Ufer des Neckars. Er ist hier, etwa fünf Kilometer flussaufwärts und dreieinhalb Kilometer ostnordöstlich der Stadtmitte, Landesgrenze zwischen Hessen und Baden-Württemberg. Der rechte Talhang, der bis etwas vor dem Dorf und dann gleich dahinter wieder sehr steil bis fast ans Flussufer abfällt und bis unten hin bewaldet ist, hat hier an seinem Fuß auf rund anderthalb Kilometer Länge ein flacheres Gefälle und ist auf einer Breite von bis zu 400 Metern waldfrei. Ein Grund der Hangverflachung ist offenbar die hier zum Neckar hin mündende Erosionskerbe des Korbelsgrundes, die sich über dem Dorf breit in die Höhen des Michelbucher Waldes eingegraben hat, sowie einer kleineren Schlucht.
Die Gemarkung erstreckt sich im Neckartal als schmaler Streifen aus Flur- und Siedlungsland etwa zwei Kilometer lang südwestlich zwischen der Flussgrenze und dem unteren Hangwaldrand des gemeindefreien Gebietes Michelbuch. Der Lanzenbach läuft etwa einen Kilometer flussabwärts von der Dorfmitte durch eine weitere Schlucht zum Neckar, an seiner Mündung endet die Gemarkung beim kleinen Siedlungsplatz Lanzenbach. Darüber liegt schon jenseits der Gemeindegrenze auf dem aufwärtigen Mündungssporn der Burgstall der abgegangenen Burg Hundheim. Die schmale rechte Aue des Flusses vom Dorf abwärts bis hierher nimmt der Campingplatz Hessisches Neckartal ein, der Dauercamping in Neckarhausen anbietet.
Die nächstgelegenen Ortschaften sind im Westsüdwesten die Kernstadt Neckarsteinach im Neckartal; im Westen Darsberg, im Nordwesten das Forsthaus Michelbuch und dahinter Grein auf der rechten Höhe; im Norden Hirschhorn wieder im Tal; im Osten Moosbrunn und Schönbrunn auf der linken Randhöhe; schließlich im Süden jenseits des Neckars am Ufer die Siedlung Neckarhäuserhof, ein Ortsteil von Mückenloch in einem linken Seitental, welches weiter im Südwesten liegt.

## Geschichte

### Mittelalter
Die älteste erhaltene Erwähnung des Ortes stammt von 1150 und findet sich in einer Urkunde, die im Rahmen einer Schenkung von Bischof Gunther von Speyer an das nahegelegene Kloster Schönau ausgestellt wurde. Bischof Gunther vermachte seinen Besitz in Husen und Michelbuch (heute: Wüstung) an das 1142 gegründete Zisterzienserkloster. Beide Orte gehörten ursprünglich zum Herrschaftsbereich der Burg „Hundheim“, die einige Jahre zuvor, um das Jahr 1130, im Zuge einer Fehde zerstört wurde. Die Siedlungen dienten als Wirtschaftshöfe, die die Versorgung der Burg sicherstellten. Die Namensform Neckerhusen ist erstmals seit 1424 nachgewiesen.

### Neuzeit
Im Alten Reich gehörte Neckarhausen zur Kurpfalz, wo es dem Oberamt Heidelberg unterstand. Deshalb galt hier auch das Pfälzische Landrecht von 1582, erneuert 1610, als Partikularrecht. Darüber hinaus galt das Gemeine Recht, soweit das Pfälzische Landrecht für einen Sachverhalt spezielle Regelungen nicht enthielt. Dieses Sonderrecht behielt seine Geltung auch im gesamten 19. Jahrhundert während der Zugehörigkeit des Gebietes zum Großherzogtum Hessen und wurde erst zum 1. Januar 1900 von dem einheitlich im ganzen Deutschen Reich geltenden Bürgerlichen Gesetzbuch abgelöst.
Mit dem Reichsdeputationshauptschluss fiel Neckarhausen 1803 an die Markgrafschaft Baden, die es aber schon durch einen Vertrag vom 14. März 1803 mit der Landgrafschaft Hessen-Darmstadt gegen andere Gebietsteile tauschte. Die Landgrafschaft gliederte es in das benachbarte Amt Neckarsteinach ein.
Die Statistisch-topographisch-historische Beschreibung des Großherzogthums Hessen berichtet 1829 über Neckarsteinach:

„Neckarhausen (L. Bez. Hirschhorn] prost. und kath. Filialdorf; liegt am Neckar, 1 Stunde oberhalb Hirschhorn, hat 16 Häuser und 145 prost. und 12 kath. Einwohner. Der am jenseitigen Neckarufer gelegene Theil dieses Orts gehört zum Großherzogthum Baden, Neckarhausen war mainzisch und kam 1802 an Hessen.“

### Hessische Gebietsreform (1970–1977)
Im Zuge der Gebietsreform in Hessen wurde die bis dahin selbstständige Gemeinde Neckarhausen am 1. Oktober 1971 auf freiwilliger Basis in die Stadt Neckarsteinach eingemeindet. Für Neckarhausen sowie für die übrigen nach Neckarsteinach eingegliederten Gemeinden wurden Ortsbezirke mit Ortsbeirat und Ortsvorsteher nach der Hessischen Gemeindeordnung gebildet.

### Verwaltungsgeschichte im Überblick
Die folgende Liste zeigt die Staaten und Verwaltungseinheiten, denen Neckarhausen angehört(e):
- vor 1777: Heiliges Römisches Reich, Kurpfalz, Oberamt Heidelberg
- ab 1777: Heiliges Römisches Reich, Kurfürstentum Pfalzbayern, Pfalzgrafschaft bei Rhein, Oberamt Heidelberg
- vor 1803: Heiliges Römisches Reich, Kurpfalz, Oberamt Heidelberg
- ab 1803: Heiliges Römisches Reich, Heiliges Römisches Reich, Landgrafschaft Hessen-Darmstadt,[Anm. 3] Fürstentum Starkenburg, Amt Neckar-Steinach
- ab 1806: Großherzogtum Hessen,[Anm. 4] Fürstentum Starkenburg, Amt Neckar-Steinach[12]
- ab 1815: Großherzogtum Hessen[Anm. 5], Provinz Starkenburg, Amt Neckar-Steinach
- ab 1821: Großherzogtum Hessen, Provinz Starkenburg, Landratsbezirk Hirschhorn[Anm. 6]
- ab 1832: Großherzogtum Hessen, Provinz Starkenburg, Kreis Bensheim
- ab 1840: Großherzogtum Hessen, Provinz Starkenburg, Kreis Heppenheim
- ab 1848: Großherzogtum Hessen, Regierungsbezirk Heppenheim
- ab 1852: Großherzogtum Hessen, Provinz Starkenburg, Kreis Lindenfels
- ab 1865: Großherzogtum Hessen, Provinz Starkenburg, Kreis Heppenheim
- ab 1871: Deutsches Reich,[Anm. 7] Großherzogtum Hessen, Provinz Starkenburg, Kreis Heppenheim
- ab 1918: Deutsches Reich, Volksstaat Hessen,[Anm. 8] Provinz Starkenburg, Kreis Heppenheim
- ab 1938: Deutsches Reich, Volksstaat Hessen, Landkreis Bergstraße[13][Anm. 9]
- ab 1945: Amerikanische Besatzungszone,[Anm. 10] Groß-Hessen, Regierungsbezirk Darmstadt, Landkreis Bergstraße
- ab 1946: Amerikanische Besatzungszone, Land Hessen, Regierungsbezirk Darmstadt, Landkreis Bergstraße
- ab 1949: Bundesrepublik Deutschland, Land Hessen, Regierungsbezirk Darmstadt, Landkreis Bergstraße
- ab 1972: Bundesrepublik Deutschland, Land Hessen, Regierungsbezirk Darmstadt, Landkreis Bergstraße, Stadt Neckarsteinach[Anm. 11]

## Bevölkerung

### Einwohnerstruktur 2011
Nach den Erhebungen des Zensus 2011 lebten am Stichtag dem 9. Mai 2011 in Neckarhausen 231 Einwohner. Darunter waren 9 (3,9 %) Ausländer.
Nach dem Lebensalter waren 30 Einwohner unter 18 Jahren, 90 waren zwischen 18 und 49, 57 zwischen 50 und 64 und 54 Einwohner waren älter.
Die Einwohner lebten in 114 Haushalten. Davon waren 36 Singlehaushalte, 45 Paare ohne Kinder und 24 Paare mit Kindern, sowie 3 Alleinerziehende und 3 Wohngemeinschaften. In 24 Haushalten lebten ausschließlich Senioren/-innen und in 75 Haushaltungen leben keine Senioren/-innen.

### Einwohnerentwicklung
| • 1806: | 108 Einwohner, 17 Häuser |
| • 1829: | 157 Einwohner, 16 Häuser |
| • 1867: | 159 Einwohner, 21 Häuser |

| Neckarhausen: Einwohnerzahlen von 1806 bis 2011 | Neckarhausen: Einwohnerzahlen von 1806 bis 2011 | Neckarhausen: Einwohnerzahlen von 1806 bis 2011 | Neckarhausen: Einwohnerzahlen von 1806 bis 2011 | Neckarhausen: Einwohnerzahlen von 1806 bis 2011 |
| --- | ----------------------------------------------- | ----------------------------------------------- | ----------------------------------------------- | ----------------------------------------------- |
| Jahr |                                                 |                                                 |                                                 | Einwohner                                       |
| 1806 | 1806                                            |                                                 | 108                                             | 108                                             |
| 1829 | 1829                                            |                                                 | 157                                             | 157                                             |
| 1834 | 1834                                            |                                                 | 124                                             | 124                                             |
| 1840 | 1840                                            |                                                 | 133                                             | 133                                             |
| 1846 | 1846                                            |                                                 | 136                                             | 136                                             |
| 1852 | 1852                                            |                                                 | 127                                             | 127                                             |
| 1858 | 1858                                            |                                                 | 142                                             | 142                                             |
| 1864 | 1864                                            |                                                 | 147                                             | 147                                             |
| 1871 | 1871                                            |                                                 | 160                                             | 160                                             |
| 1875 | 1875                                            |                                                 | 161                                             | 161                                             |
| 1885 | 1885                                            |                                                 | 196                                             | 196                                             |
| 1895 | 1895                                            |                                                 | 144                                             | 144                                             |
| 1905 | 1905                                            |                                                 | 150                                             | 150                                             |
| 1910 | 1910                                            |                                                 | 156                                             | 156                                             |
| 1925 | 1925                                            |                                                 | 156                                             | 156                                             |
| 1939 | 1939                                            |                                                 | 121                                             | 121                                             |
| 1946 | 1946                                            |                                                 | 308                                             | 308                                             |
| 1950 | 1950                                            |                                                 | 229                                             | 229                                             |
| 1956 | 1956                                            |                                                 | 137                                             | 137                                             |
| 1961 | 1961                                            |                                                 | 162                                             | 162                                             |
| 1967 | 1967                                            |                                                 | 227                                             | 227                                             |
| 1970 | 1970                                            |                                                 | 193                                             | 193                                             |
| 1980 | 1980                                            |                                                 | ?                                               | ?                                               |
| 1990 | 1990                                            |                                                 | ?                                               | ?                                               |
| 2002 | 2002                                            |                                                 | 272                                             | 272                                             |
| 2010 | 2010                                            |                                                 | 239                                             | 239                                             |
| 2011 | 2011                                            |                                                 | 231                                             | 231                                             |
| Datenquelle: Historisches Gemeindeverzeichnis für Hessen: Die Bevölkerung der Gemeinden 1834 bis 1967. Wiesbaden: Hessisches Statistisches Landesamt, 1968. Weitere Quellen: bis 1970; Stadt Neckarsteinach 2002, 2010 aus webarchiv; Zensus 2011 |                                                 |                                                 |                                                 |                                                 |

### Historische Religionszugehörigkeit
| • 1829: | 145 evangelisch protestantische (= 92,36 %) und 12 katholische (= 7,64 %) Einwohner |
| • 1961: | 110 evangelische (= 97,90 %), 48 katholische (= 29,63 %) Einwohner                  |

## Politik
Für Neckarhausen besteht ein Ortsbezirk (Gebiete der ehemaligen Gemeinde Neckarhausen) mit Ortsbeirat und Ortsvorsteher nach der Hessischen Gemeindeordnung.
Der Ortsbeirat besteht aus fünf Mitgliedern. Ortsvorsteher ist 	Ulrich Müller.

## Verkehr

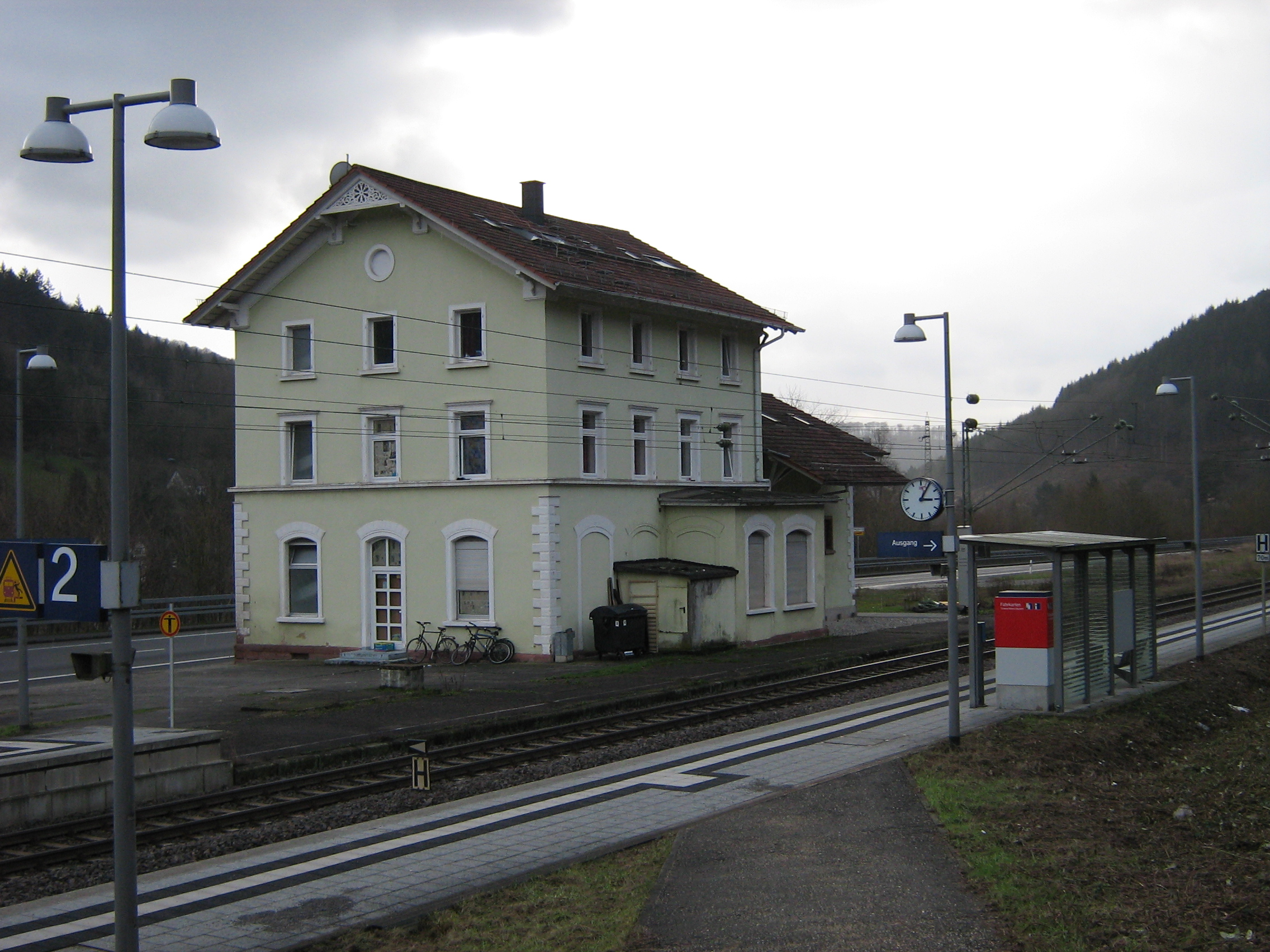
Haltepunkt Neckarhausen (b. Neckarsteinach)

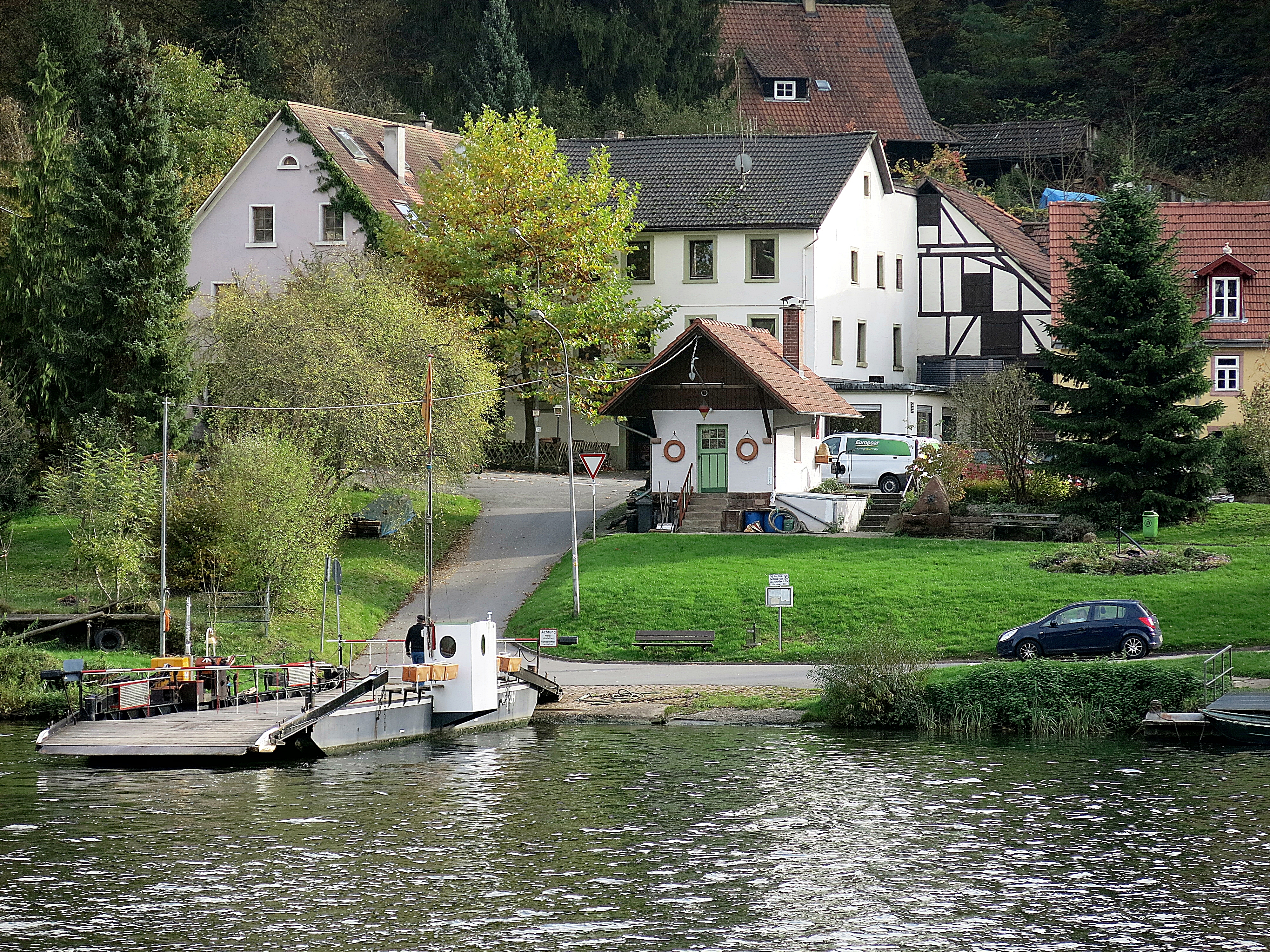
Fähranleger Neckarhäuserhof

Durch Neckarhausen läuft die Bundesstraße 37, eine Verkehrsachse dicht am Neckarufer, die von Mosbach, Eberbach und Hirschhorn oberhalb kommt und flussabwärts nach Heidelberg führt. Mit ihr vereinigt ist auf dem Abschnitt von Eberbach bis Neckargemünd die Bundesstraße 45.
Eine der wenigen und traditionsreichen Fähren am Neckar verbindet Neckarhausen mit dem baden-württembergischen Neckarhäuserhof am anderen Ufer.
Die Trasse der Neckartalbahn führt in Halbhöhenlage durchs Dorf. Hier hält die S-Bahn RheinNeckar am ehemaligen Bahnhof und heutigen Haltepunkt Neckarhausen (b. Neckarsteinach). Der Haltepunkt wird von den Linien, die zwischen Mosbach, Heidelberg, Mannheim und Kaiserslautern verkehren, im Halbstundentakt bedient, bzw. auf der verlängerten Linie von Osterburken nach Homburg (Saar) im Stundentakt.